# Barbon
Barbon är en by och en civil parish i Cumbria, England. Orten hade 263 invånare år 2001. Den har en kyrka.